# Le Tablier

Le Tablier este o comună în departamentul Vendée, Franța. În 2009 avea o populație de 622 de locuitori.